# Phenacocephalus
Phenacocephalus is een geslacht van Phasmatodea uit de familie Phasmatidae. De wetenschappelijke naam van dit geslacht is voor het eerst geldig gepubliceerd in 1930 door Werner.

## Soorten
Het geslacht Phenacocephalus is monotypisch en omvat slechts de volgende soort:
- Phenacocephalus coronatus Werner, 1930